# Oberea lyncea
Oberea lyncea là một loài bọ cánh cứng trong họ Cerambycidae.